# Agustín de Orrego Zamora
Agustín De Orrego Zamora (Santiago, Imperio español, 1776 - 1831), fue un sacerdote y político chileno, que participó en la formación de Chile. 

## Primeros años de vida
Fue hijo de Santiago Orrego Pizarro y de María Zamora Carvajal. Es ordenado sacerdote en 1804, sirvió como ayudante de los párrocos de Limache, Quillota y La Ligua, ayudándoles particularmente en la predicación y confesión. Cura Párroco de La Ligua (1817-1824). En el concurso de este último año obtuvo la Parroquia de Limarí (Ovalle), que permutó por la de Purutún.

## Actividades Públicas
Fue Diputado representante de San Fernando (1822-1823).

De tendencias conservadoras, participó de la firma de la Constitución Política de 1822. Tras finalizar su mandato, se trasladó por vía de permuta a la parroquia de La Ligua, donde vivió sus últimos días.

Fue electo diputado por La Ligua, en las Asambleas Provinciales de 1823, Asamblea Provincial de Santiago, 29 de marzo-3 de abril de 1823.
Electo diputado propietario por La Ligua, en el Congreso General Constitutyente de 1823, 12 de agosto-31 de diciembre de 1823. Integró la Comisión Permanente de Policía e Institutos de Misericordia y Beneficencia Pública; y la de Policía Interior y Diarios de Sesiones del Congreso.
Firmó el Acta de la Constitución Política del Estado de Chile, promulgada en 29 de diciembre de 1823, como diputado por La Ligua, en el Congreso Constituyente.
Después del concurso de 1829, fue trasladado por vía de permuta, a la Parroquia de la Ligua.